# Боланде
Боланде (фр. Beaulandais) насеље је и општина у северној Француској у региону Доња Нормандија, у департману Орн која припада префектури Алансон.
По подацима из 2011. године у општини је живело 154 становника, а густина насељености је износила 17,97 становника/km². Општина се простире на површини од 8,57 km². Налази се на средњој надморској висини од 160 метара (максималној 179 m, а минималној 113 m).

## Демографија
| 1962. | 1968. | 1975. | 1982. | 1990. | 1999. | 2011. |
| ----- | ----- | ----- | ----- | ----- | ----- | ----- |
| 236   | 244   | 191   | 176   | 154   | 159   | 154   |

График промене броја становника у току последњих година